# Roland Gift
Roland Lee Gift, född 28 maj 1961 i Birmingham, är en brittisk sångare, låtskrivare, musiker och skådespelare. Han är mest känd som huvudsångaren och en av medlemmarna av popbandet Fine Young Cannibals.

## Diskografi
Studioalbum
- 2002 – Roland Gift

Singlar
- 2002 – "It's Only Money"
- 2009 – "Crushed"

## Filmroller
- 2021 Madness: The Get up! som Self
- 2017 Brakes som Rhys
- 2002 Ten Minutes Older: The Cello  som Co-Pilot (segment "Addicted to the Stars")
- 2001 The Island of the Mapmaker's Wife  som Bernard Ivens
- 1994 Highlander: Unholy Alliance  som Xavier St. Cloud
- 1989 Scandal  som Johnnie Edgecombe
- 1987 Sammy and Rosie Get Laid  som Danny / Victoria
- 1987 Bäddat för trubbel  som Band Member